# Малур (округ)
Округ Малур (англ. Malheur County) располагается в штате Орегон, США. Официально образован 17 февраля 1887 года. По состоянию на 2010 год, численность населения составляла 31 313 человек.

## География
По данным Бюро переписи США, общая площадь округа равняется 25 718,726 км2, из которых 25 607,356 км2 суша и 111,370 км2 или 0,430 % приходится на водоёмы.

### Соседние округа
Округ граничит с тремя округами «своего» штата (Харни, Бейкер и Грант), а также с несколькими, относящимися к штатам Айдахо (округа Вашингтон, Каньон, Пейетт и Овайхи) и Невада (округ Гумбольдт).
Часть Малура относится к другому часовому поясу (не Горное, а Тихоокеанское время). Через округ проходит ряд крупных шоссе, на его территории расположены несколько национальных парков.

## Население
По данным переписи населения 2000 года в округе проживает 31 615 жителей в составе 10 221 домашних хозяйств и 7 348 семей. Плотность населения составляет 1,20 человек на км2. На территории округа насчитывается 11 233 жилых строений, при плотности застройки около 0,40-ти строений на км2. Расовый состав населения: белые — 75,78 %, афроамериканцы — 1,22 %, коренные американцы (индейцы) — 1,02 %, азиаты — 1,96 %, гавайцы — 0,08 %, представители других рас — 17,38 %, представители двух или более рас — 2,56 %. Испаноязычные составляли 25,62 % населения независимо от расы.
В составе 36,20 % из общего числа домашних хозяйств проживают дети в возрасте до 18 лет, 57,30 % домашних хозяйств представляют собой супружеские пары проживающие вместе, 10,40 % домашних хозяйств представляют собой одиноких женщин без супруга, 28,10 % домашних хозяйств не имеют отношения к семьям, 23,70 % домашних хозяйств состоят из одного человека, 12,00 % домашних хозяйств состоят из престарелых (65 лет и старше), проживающих в одиночестве. Средний размер домашнего хозяйства составляет 2,77 человека, и средний размер семьи 3,28 человека.
Возрастной состав округа: 27,60 % моложе 18 лет, 10,60 % от 18 до 24, 27,20 % от 25 до 44, 21,00 % от 45 до 64 и 21,00 % от 65 и старше. Средний возраст жителя округа 34 лет. На каждые 100 женщин приходится 116,00 мужчин. На каждые 100 женщин старше 18 лет приходится 121,20 мужчин.
Средний доход на домохозяйство в округе составлял 30 241 USD, на семью — 35 672 USD. Среднестатистический заработок мужчины был 25 489 USD против 21 764 USD для женщины. Доход на душу населения составлял 13 895 USD. Около 14,60 % семей и 18,60 % общего населения находились ниже черты бедности, в том числе — 25,80 % молодежи (тех, кому ещё не исполнилось 18 лет) и 11,60 % тех, кому было уже больше 65 лет.